# 默哈伯莱什沃尔
默哈伯莱什沃尔（Mahabaleshwar）是印度马哈拉施特拉邦萨塔拉县的一个城镇。总人口12736（2001年）。该镇坐落于西高止山脉上，西南距浦那120公里，距孟买285公里。在英属印度期间曾为孟买省的首府，现今为旅游胜地。
境内有克里希纳河源头，另外，印度教传统上认为克里希纳河的正源为该镇内一古庙的母牛雕像口中所出泉水。

## 人口
该地2001年总人口12736人，其中男性7044人，女性5692人；0—6岁人口1414人，其中男741人，女673人；识字率77.96%，其中男性为83.87%，女性为70.64%。